# Condado de Gaines
O condado de Gaines é um dos 254 condados do estado norte-americano do Texas. A sede do condado é Seminole, e sua maior cidade é Seminole.
O condado possui uma área de 3 892 km² (dos quais 1 km² estão cobertos por água), uma população de 14 467 habitantes, e uma densidade populacional de 4 hab/km² (segundo o censo nacional de 2000).
O condado foi criado em 1876.